# Gärds Köpinge
Gärds Köpinge is een dorp in de gemeente Kristianstad in de zuidelijkste provincie van Zweden: Skåne. Het dorp heeft een inwoneraantal van 936 en een oppervlakte van 102 hectare (2010).

## Verkeer en vervoer
De plaats had vroeger een station aan de Östra Skånes Järnvägar.